# Soffy Arboleda de Vega
María Soffy Arboleda Cadavid (Palmira, 2 de diciembre de 1930-Cali, 11 de febrero de 2018) fue una académica, historiadora, líder social y gestora de música colombiana.

## Biografía
Soffy Arboleda nació en Palmira Valle del Cauca, desde su niñez se radicó en Cali. Estudió música en el Conservatorio de Cali, en New England Conservatory de Boston y el Conservatorio Nacional de París. Además, se formó en historia del arte en Boston, en La Sorbona y Ecole du Louvre, en París. Y redondeó con un máster en Historia del Arte en Boston University.
Durante su rol como académica y docente durante 30 años en la Facultad de Humanidades de la Universidad del Valle, además dio sus aportes como cofundadora del Museo La Tertulia e integró las juntas de entidades como el Teatro Municipal y el Jorge Isaacs, Colcultura, Centro Cultural Comfandi, Bellas Artes, Museo La Merced, entre otros. Entre los reconocimiento que recibió en vida se destaca la Gran Orden del Ministerio de Cultura, la cual se le otorgó en el 2012, en el marco del X Festival Gastronómico de Popayán, por contribuir de manera significativa a la formación cultural y artística de varias generaciones de colombianos. También fue reconocida por la Universidad del Valle y el Departamento de Historia de dicha universidad. Falleció a sus 87 años en un hospital de Cali tras de sufrir neumonía meses atrás.